# Даррін ван Горн
Даррін ван Горн (англ. Darrin Van Horn, нар. 7 вересня 1968, Морган-Сіті, Луїзіана) — американський професійний боксер, чемпіон світу за версією IBF (1989) у першій середній вазі та (1991-1992) у другій середній вазі.

## Професіональна кар'єра
Даррін ван Горн розпочав свою професійну кар'єру 1984 року. Маючи рекорд 38-0, 5 лютого 1989 року вийшов на бій за титул чемпіона світу за версією IBF у першій середній вазі проти Роберта Гайнса (США) і здобув впевнену перемогу одностайним рішенням суддів. В першому захисті 15 липня 1989 року поступився одностайним рішенням суддів Джанфранко Розі (Італія).
Здобувши п'ять перемог поспіль, 21 липня 1990 року Даррін ван Горн вийшов на другий бій проти Джанфранко Розі і знов програв за очками.
18 травня 1991 року вийшов на бій проти чемпіона світу за версією IBF у другій середній вазі Лінделла Голмса (США) і здобув перемогу нокаутом. Провівши один успішний захист, 10 січня 1992 року програв нокаутом в другому раунді Айрену Барклі (США), до того тричі побувавши в нокдауні.